# Сидоренко, Дмитрий Валерьевич
Дмитрий Валерьевич Сидоренко (укр. Дмитро Валерійович Сидоренко; род. 9 января 1988) — украинский пловец в ластах.

## Карьера
Тренируется в киевской СДЮСТШ у Е. А. Яковлева.
Призёр чемпионатов мира, Европы и Украины. Победитель и трёхкратный призёр Всемирных игр.
В 2013 году удостоен почётного звания Заслуженный мастер спорта Украины. Неоднократно признавался лучшим пловцом на Украине.

## Награды
- Кавалер ордена «За мужество» III степени (2009)[3].